# 片岡安祐美
片岡 安祐美（かたおか あゆみ、1986年11月14日 - ）は、熊本県熊本市東区出身の女性野球選手（内野手）兼監督、タレント。流通経済大学経済学部経営学科卒業。血液型B型。
社会人野球クラブチームの茨城ゴールデンゴールズ（茨城GG）の監督、同クラブの女子硬式野球チーム創設者・初代監督。また、芸能活動は同球団の問い合わせ先でもある芸能事務所佐藤企画がマネジメントをしている。
元夫は元プロ野球選手で横浜ベイスターズの投手、2025年時点ではラーメン店経営の小林公太。

## 来歴
レコード会社のエイベックスと個人スポンサー契約を結んでおり、練習試合では「エイベックス片岡」という登録名で出場することもある。背番号は「1」だが、「はじめて」と読む（ゴールデンゴールズ最初の選手の意）。ユニフォームのバックネームは「AYUMI」（「KATAOKA」のものもある）。
ゴールデンゴールズでは主に代打や守備固めで出場している。
2002年からは4年連続で女子野球日本代表に選出され、2003年には大会初本塁打（ランニング）を記録。2005年もオーストラリア・ゴールドコーストで開催される女子野球世界大会の日本代表に選出された。2008年第3回ワールドカップ女子野球の日本代表に選出された。
2009年3月22日の第3回東京マラソンに出場し自身初のフルマラソンにチャレンジ。フジテレビの番組チャレンジランナーとして出場し、目標タイムの4時間30分を大幅に上回る4時間11分で完走（NET-TIME4時間8分）。雨と強風の中、終始安定したペースでガードランナーと最後まで力走した。
2010年12月12日をもって監督を勇退した萩本欽一の後任として、選手兼任監督に就任した。なお、社会人チームとしては初の女性監督となる。引き受けた理由は「無理ですって言ったら、チームがなくなると思った。チームがなくなるって分かったら、そんなことはできないと思った」から。同日、萩本からバトンを渡された片岡は初采配を振ると「代打、私!」と、萩本も脱帽のパフォーマンスを見せた。
2012年3月、女子野球日本代表のトライアウトに参加。8月開幕の女子野球ワールドカップの日本代表候補に選出された。
2012年4月より関東の女子野球リーグであるヴィーナスリーグに加盟するクラブチーム「サムライ」に茨城ゴールデンゴールズと掛け持ちで参加している。
2014年、第39回全日本クラブ野球選手権で、茨城ゴールデンゴールズが松山フェニックス（愛媛）をタイブレークの末8-7で破り、6年ぶり3回目の優勝、自身としては初の優勝に導いた。大会史上初の女性の優勝監督となった。
2017年1月8日、自身の公式ブログで元横浜DeNAベイスターズ投手の小林公太と交際していることを明かした。
同年8月27日、『24時間テレビ 40　告白〜勇気を出して伝えよう〜』（日本テレビ）の生放送番組内で、小林の公開プロポーズを受け、これに応じた。
同年12月1日、小林とともに茨城県稲敷市役所に婚姻届を提出した。
2022年1月20日、第1子妊娠をインスタグラムで報告。6月1日、第1子男児を出産。
2024年1月5日、5年程前から女子野球界と交流が増えたことや競技人口増加をきっかけに、2023年11月頃から創設に向けて準備を進めていた茨城ゴールデンゴールズの女子（硬式野球）チームの立ち上げと初代監督就任を公表。トライアウトで元プロや移籍者など7名の選手を獲得し、2024年から既に登録承認済みのヴィーナスリーグに出場し（単独出場選手数になるまでは他チームと合同）、男女両監督となる。
2025年1月、2024年夏頃に離婚していたことが報道された。

## 人物・エピソード
- 目標は「女子も甲子園に出られるよう、（高野連の）ルールを変えること」。
- ノーヒットでも1点を獲れる野球が理想だと話している[19]。
- TV番組の収録などではユニフォーム姿で出演することが多い。
- 大学入学時には、父親に「彼氏を作らないこと」を約束させられた。
- 2009年現地7月6日、シアトル・マリナーズの本拠地セーフコ・フィールドでの対ボルチモア・オリオールズ戦でファーストピッチを務めた。また、球場入りした際には、城島健司、イチローと対面し、イチローと対面した際には感激のあまり号泣した。
- 父親は熊本県立熊本工業高等学校出身で同級生に伊東勤がいる[20]。
- 2005年に発売された実況パワフルプロ野球12に茨城ゴールデンゴールズが監督の萩本欽一や当時在籍していた選手たちが実名で登場し、片岡も選手として収録されている。パワプロ・パワポケシリーズと呼ばれるこのゲームシリーズには架空の女子野球選手が数多く登場するが現実世界の女子野球選手でこのシリーズに登場したのはこの時の片岡が2024年時点で唯一である。

仲の良い有名人
元女子プロゴルファー・古閑美保。同じ熊本県熊本市東区出身で、古閑も3歳から11歳までは野球をやっており、同じ地元の少年野球チーム時代の先輩にあたる。
好きな男性のタイプ
短髪・筋肉質・身長170センチ以上の人。
「男友達は200人以上いる。プライベートのつながり（小中高の野球メンバー含む）が110人、社会人野球のつながりが90人。選手はみんな私のことを（監督として）好きだと思う（監督としてチームメイトに好かれていると思うか？の質問の回答）。飲みに行く友達、一緒に宅配ピザを食べる友達、電球を取り替えてくれる友達、という風に役割分担がいる」とバラエティ番組で発言（チームメイトを呼んでホームパーティーをする際の役割分担を番組がデフォルメした。）。
交際する男性の条件
自宅で男友達（チームメイト）と飲むことを理解してくれる人（彼氏同席前提の話で自分の仲間と友達になって欲しいとのこと）。

### 萩本欽一との関係
片岡は萩本欽一と初めて会ったとき、萩本から「いい目をしている。こんな目に会ったのはキムタク以来だ」と言われた（萩本はこのことを小堺一機などにも語っている）。萩本は片岡に初対面のその日に夜の9時から朝の4時までぶっ続けで話しこんだ（※当時、片岡は女子高校生）。萩本の「人の目をそらさずずっと話し続ける」習慣や、「態度がなってない」などときつい言動などがあり、片岡は「正直言って毛嫌いしていた」。が、『24時間テレビ30』（日本テレビ系）のマラソンで萩本が走る姿を見て、「胸が痛くなり」、見直したという。なお、片岡が小林との婚姻届を提出した際には証人として署名している。

## 球歴
- 熊本市立画図小学校（軟式）
  - 3年生の冬に野球を始める。約1年間はスコアを付けるマネージャー的な存在だったが、練習試合で代打で初出場していきなりライト前ヒットを打つ。それから1番三塁手のレギュラーとなり、県大会にも出場。

- 熊本市立出水南中学校（軟式）
  - 最初は三塁手だったが二塁手に転向。2番二塁手として県大会ベスト8。3年生の夏休みに父に連れられ初めて甲子園へ観戦に行き感動。高校では高野連の規定で女子は公式戦に出場できないため女子野球部のある高校への進学も考えるが、甲子園に行きたいという想いが強く、高野連の規定が変わることを信じ熊本商業に進学（父の後輩が熊本商業野球部監督だったこともあり、女子の入部を受け入れてくれた）。

- 熊本県立熊本商業高等学校（硬式）
  - 2番二塁手になるが、高野連の規定により公式戦出場なし。女子野球世界大会では優勝を経験。

- 茨城ゴールデンゴールズ（2005年 - ）
  - 2005年3月20日、プロ野球マスターズリーグ選抜との「球団設立記念試合」に2番二塁手でスタメン出場。第1打席は川口和久と対戦しセカンドゴロ、第2打席は北別府学と対戦しライト前に流し打つがライトゴロに終わる。
  - 2005年6月4日、福岡Yahoo!JAPANドームで行われた福岡ソフトバンクホークスとの親善試合で、7回表に代打で出場。小椋真介と対戦し、キャッチャーゴロに打ち取られる。
  - 2005年8月20日、こまちスタジアムで行われた「秋田社会人選抜」との試合で、津口竜一（TDK）からセンター前ヒットを打ち、公式戦初ヒットを記録。
  - 2007年5月31日、プロ野球イースタン・リーグ7球団の混成チーム「フューチャーズ」との交流試合で9回に代打として出場。黒滝将人（ロッテ）からレフト前に落ちるヒットを打った。片岡がプロ選手からヒットを打ったのはこれが初めて。
  - 2009年9月9日、中日ドラゴンズ2軍との交流戦（ナゴヤドーム）にて、9回表一死無走者にて代打で登場し、岩田慎司よりレフト前ヒットを放つ。なお、この代打をコールしたのは自軍監督の萩本欽一ではなく、なぜか対戦相手の監督辻発彦であった。辻は続けて二死後には萩本の代打もコールしている（投手岩田、投ゴロ）。
  - 2014年に行われた第39回全日本クラブ野球選手権で、茨城ゴールデンゴールズが松山フェニックス（愛媛）をタイブレークの末8-7で破り、6年ぶり3回目の優勝、自身としては初の優勝に導いた[8][9]。大会史上初の女性の優勝監督となった[8]。

- 「サムライ」（2012年 - ?年）
  - 2012年より関東の女子野球リーグであるヴィーナスリーグに加盟するクラブチーム「サムライ」(現在は「侍」)に茨城ゴールデンゴールズと掛け持ちで参加していた[1][7]。

## 出演

### TV
- ドラGO!（テレビ東京） - 同じ事務所の東貴博とペアで出演
- めちゃ2イケてるッ! 春の3時間超SP!【赤恥トップアスリート抜き打ち学力テスト】（2015年4月4日、フジテレビ） - このテストで片岡自身が優勝した
- 女子アスリートがいく！鹿児島めぐり旅（2016年2月27日、BS日テレ） - 同じ熊本出身のアスリート・古閑美保と共演。
- BOAT RACEライブ 〜勝利へのターン〜（2016年1月31日・5月8日・2017年1月15日、BSフジ）
- 静岡発そこ知り（静岡放送） - リポーターとして不定期出演
- ザ・モキュメンタリーズ 〜カメラがとらえた架空世界〜 第4話「マイナースポーツ・未来の星」（2021年4月19日、WOWOWプライム） - モキュメンタリー。本人役で出演[23][24]。　※3月29日にWOWOWオンデマンドでも配信
- 部活ONE!シリーズ（YouTube先行配信は「ブカピ 部活ONE」)(2021年から、朝日放送テレビ・一部テレビ朝日系列) - 高校女子選手権大会などや、女子硬式野球部の特集時のゲスト出演[25]。不定期。
- 全国高等学校女子硬式野球選手権大会・決勝戦（2021年8月23日、朝日放送テレビ・バーチャル高校野球ほか) - ゲスト解説者。放送の詳細は「全国高校女子硬式野球選手権大会の中継」へ。

### ラジオ
- 春風亭昇太と乾貴美子のラジオビバリー昼ズ（2016年3月9日、ニッポン放送） - トークコーナー「これが流行最前線だ!昇太のなんでも番付」ゲスト

### CM
- ポーラ化粧品「WHITISSIMO」（2007年） - CM初出演。

### YouTube
- 片岡安祐美 Ayumi Kataoka(@AyumiKataoka) - 自身のYouTubeチャンネル。2020年9月開設。
- こちら野球放送席（@user-qt2er9xk5w) - 不定期。

ほか

## ポスター
- 法人会（2006年 - ）
- 消防団員募集ポスター（2007年）

## 写真集
- 『TOUCH UP!』（小学館、2008年）ISBN 978-4093637190 - 漫画家・あだち充がプロデュース。写真のセレクトやイラストの描き下ろしなどを担当。

## 著書
- 『甲子園を目指した少女 あゆみ続ける野球道、夢ある限り努力は無限』（竹書房、2016年）ISBN 978-4801906686
- 『「泣き虫監督」片岡安祐美流 チームの育て方』（生産性出版、2017年）ISBN 978-4820120704